# Trabzon (provincie)
Trabzon je turecká provincie na jižním pobřeží Černého moře. Jejím hlavním městem je Trabzon. V roce 2000 měla 975 137  obyvatel. Má rozlohu 4 664 km².

## Územní dělení
Trabzonská provincie se dělí na 18 distriktů:
| - Trabzon - Akçaabat - Araklı - Arsin - Beşikdüzü - Çarşıbaşı - Çaykara - Dernekpazarı - Düzköy | - Hayrat - Yomra - Köprübaşı - Maçka - Of - Sürmene - Şalpazarı - Tonya - Vakfıkebir |